# Давид Йосип Бах
Бах Давид Йосип (1874, Львів — 1947, Лондон) — журналіст, громадсько-політичний діяч (Австрія).

## Біографія
Навчався у Віденському університеті. Працював у журналістиці, але його пристрастю була пропаганда музики. 1905 року він організував знамениті симфонічні концерти для робітників. Д.Бах був палким прихильником творчості Г.Маллєра та А.Шенберга, пропагував сучасну музику. Його просвітницька діяльність викликала опір опонентів з табору «правих сил».
Театральний та музичний фестивалі 1924 року у Відні стали вершиною діяльності Д.Баха.
Бах займав унікальну позицію у культурній політиці Відня. Він намагався створити культурний консенсус, включивши консерваторів, таких як Гуґо фон Гофмансталь та Матильда Кралик у свою систему патронату, а також радикалів, таких як Ернст Фішер та Альбан Берг.
В еміграції у Великії Британії Д.Бах став лідером Австрійського трудового клубу та президентом Товариства австрійських журналістів в Англії. Організовував лондонські музичні вечори, концерти камерної музики.
Друзі та прихильники у Відні не забували Д.Баха. Свідчення цього — колекція з 88 літературних, мистецьких та музичних творів, присвячених йому.